# گوناگونی ژنتیکی

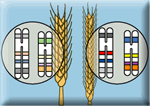

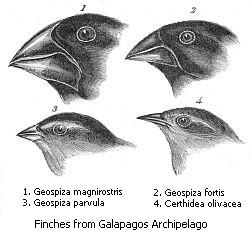
سهره‌های داروین یا سهره‌های گالاپاگوس.

والدین در این وضعیت خاص که در آن تکثیر می‌کنند، ژن‌های مشابهی دارند و تنوع در فرزندان دیده می‌شود. فرزندان متنوع نیز تکثیر می‌کنند و صفات را به فرزندانشان انتقال می‌دهند.

گوناگونی ژنتیکی یا دگرگونی ژنتیکی (به انگلیسی: Genetic variation) به معنی تفاوت DNA در میان افراد است. دلایل متعددی را برای ایجاد گوناگونی ژنتیکی می‌توان نام برد، مانند جهش و نوترکیبی ژنی.

## در میان افراد در یک جمعیت
گوناگونی ژنتیکی را می‌توان در سطوح مختلف شناسایی کرد. ممکن است گوناگونی ژنتیکی با بروز گوناگونی فنوتیپی در ویژگی‌های کمی (ویژگی‌هایی که به‌طور مداوم تغییر می‌کنند و توسط بسیاری از ژن‌ها کدگذاری شده‌اند (مثل، طول پا در سگ‌ها)) یا ویژگی‌های گسسته (ویژگی‌هایی که به دسته‌های گسسته طبقه‌بندی می‌شوند و توسط یک یا چند ژن کدگذاری می‌شوند (مثل، رنگ گلبرگ سفید، صورتی و قرمز در گل‌های خاص)) شناسایی کنیم.
گوناگونی ژنتیکی را می‌توان با بررسی تنوع در سطح آنزیم‌ها با استفاده از الکتروفورز پروتئین هم شناسایی کرد. ژن‌های چندریختی، بیش از یک آلل در هر جایگاه کروموزومی دارند. نیمی از ژن‌هایی که برای آنزیم‌ها در حشرات و گیاهان کدگذاری می‌شود ممکن است چندریختی باشند، در حالی که ژن‌های چندریختی در میان مهره‌داران کمتر رایج است.
در نهایت، گوناگونی ژنتیکی از تنوع در ترتیب بازهای نوکلئوتیدها در ژن‌ها به وجود می‌آید. اکنون با فناوری جدید دانشمندان می‌توانند به‌طور مستقیم توالی DNA را رسم کنند. با این کار گوناگونی ژنتیکی بیشتری نسبت به الکتروفورز پروتئین شناسایی شده است. بررسی DNA نشان‌دهنده گوناگونی ژنتیکی در هر دو منطقه باکد و در منطقه بی‌کد اینترون ژن است.
گوناگونی ژنتیکی در صورتی منجر به گوناگونی فنوتیپی خواهد شد که تنوع در ترتیب نوکلئوتیدها در توالی DNA باعث تفاوت در ترتیب آمینواسیدهای پروتئین‌هایی شود که توسط آن توالی DNA کد شدند یا تفاوت‌های حاصل در توالی‌های آمینواسید بر شکل و در نتیجه عملکرد آنزیم تأثیر داشته باشد.

## بین جمعیت‌ها
تنوع جغرافیایی به معنی تفاوت‌های ژنتیکی در جمعیت‌های مناطق مختلف است. این ناشی از انتخاب طبیعی یا ریزش ژنتیکی است.

## اندازه‌گیری
گوناگونی ژنتیکی در یک جمعیت معمولاً با درصدی از جایگاه‌های ژنی که چندریخت هستند یا درصد جایگاه‌های ژنی که هتروزیگوت هستند، اندازه‌گیری می‌شود.

## منابع

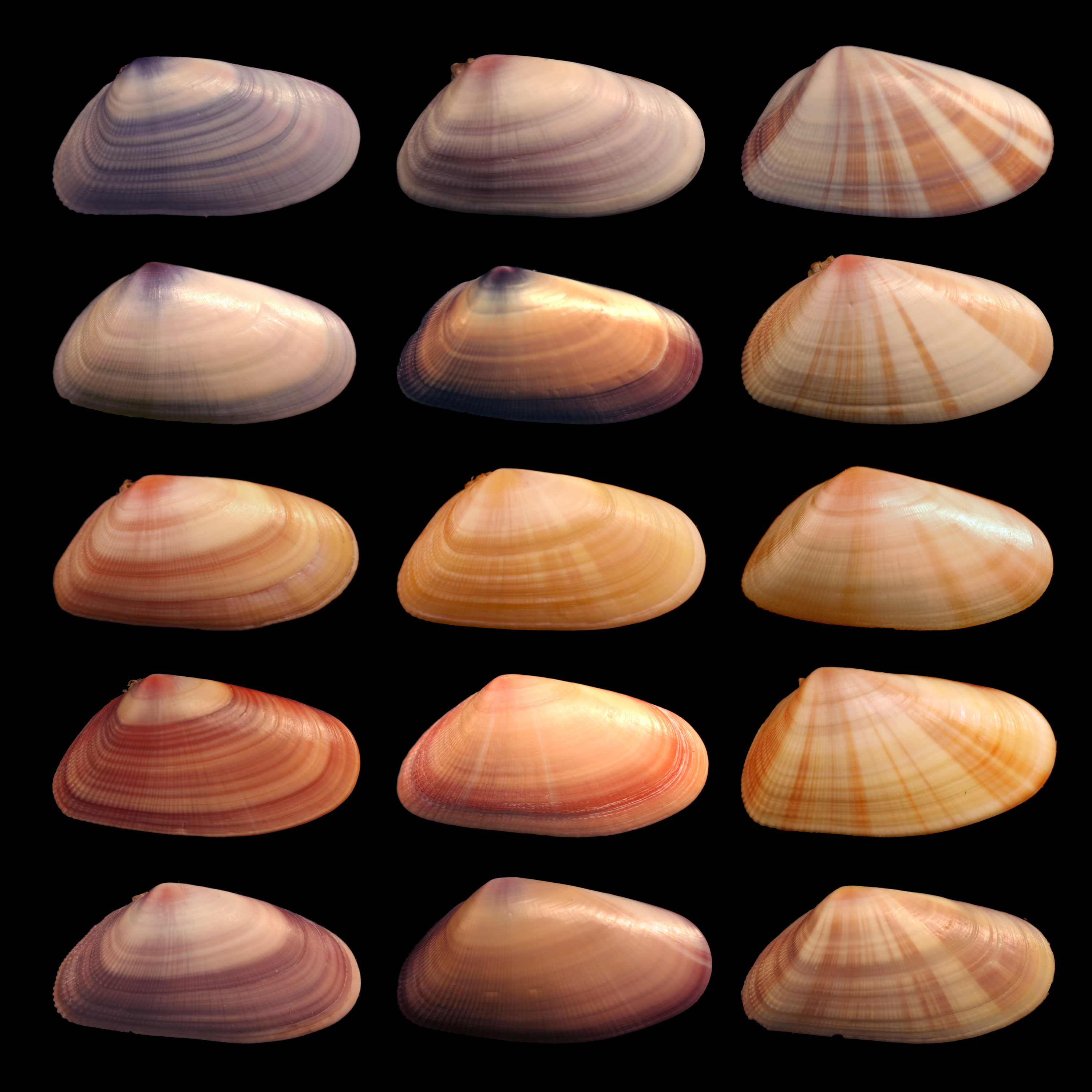
طیف گسترده‌ای از گوناگونی در Donax variabilis

## شکل‌ها
گوناگونی ژنتیکی را می‌توان با توجه به اندازه و نوع تغییرات ژنتیکی به شکل‌های مختلف تقسیم کرد. تنوع توالی در مقیاس کوچک (کمتر از ۱ کیلوبایس، کیلوبایت) شامل تغییر و تبدیل یک جفت باز و ایجاد فاصله است. تغییرات ساختاری در مقیاس بزرگ (> ۱ کیلوبایت) می‌تواند تنوع نسخه کپی (از دست دادن یا افزایش) یا بازآرایی کروموزوم باشد. تنوع عددی در تعداد کروموزوم‌ها یا ژنوم‌ها می‌تواند به صورت پلیپوئیدی یا آنیوپلوئیدی باشد.

## ماندگاری در جمعیت
عوامل مختلفی گوناگونی ژنتیکی را در جمعیت‌ها حفظ می‌کنند. آلل‌های زیان‌بار نهفته می‌توانند از انتخاب در افراد هتروزیگوت در جمعیت‌های موجود در موجودات دیپلوئید پنهان شوند (آلل‌های نهفته تنها در افراد هموزیگوت کمتر رایج هستند). انتخاب طبیعی همچنین می‌تواند گوناگونی ژنتیکی را در چندریختی‌های متعادل حفظ کند. چندریختی متعادل ممکن است زمانی اتفاق افتد که ناجورتخم‌ها مورد توجه قرار گیرند یا زمانی که انتخاب به فرکانس زمانی وابسته است.